# Norbert Falk
Norbert Falk, également crédité sous le nom de Fred Orbing (né le 5 novembre 1872 à Hranice - mort le 16 septembre 1932 à Berlin) est un journaliste et écrivain autrichien, surtout connu comme scénariste de films allemand tels Passion (1919), Anne Boleyn (1920), Rosita (1923) et Le congrès s'amuse (1931), produits sous la République de Weimar.

## Filmographie
- 1918 : Carmen d'Ernst Lubitsch
- 1925 : Ein Walzertraum (de) de Ludwig Berger
- 1927 : Casanova d'Alexandre Volkoff
- 1927 :  L'Esclave blanche (Die weisse Sklavin) d'Augusto Genina
- 1928 :  Frauenraub in Marokko (it) de Gennaro Righelli
- 1928 : L'Enfer d'amour (Liebeshölle) de Wiktor Biegański et Carmine Gallone
- 1928 : Le Crime de Vera Mirzewa (en) (Der Fall des Staatsanwalts M...) de Rudolf Meinert et Giulio Antamoro
- 1928 : Shéhérazade d'Alexandre Volkoff
- 1928 : Un amant sous la terreur (de) (Revolutionshochzeit) de A. W. Sandberg
- 1930 : Two Worlds (en) d'Ewald André Dupont
- 1932 : Congress Dances (en) d'Erik Charell